# Richard Hinckley Allen
Richard Hinckley Allen (Buffalo, 1838 – Northampton, 1908) è stato un naturalista e astrofilo statunitense.
A causa della sua vastissima gamma di interessi, era noto presso amici e colleghi col soprannome di "enciclopedia vagante"; il suo desiderio di diventare astronomo fu però stroncato dalla sua vista non eccelsa, così divenne un uomo d'affari, di discreto successo. Continuò tuttavia i suoi studi scientifici come hobby per tutta la sua vita.
La sua fama è legata ad un'opera intitolata Star Names: Their Lore and Meaning, pubblicata in origine nel 1899 col titolo Star-Names and Their Meanings; quest'opera è basata sui risultati delle sue estese ricerche riguardo ai nomi delle stelle e delle costellazioni fra gli Arabi, i Greci e i Romani, fino ai Cinesi, più diverse tradizioni astronomiche. Tuttora viene considerato come uno dei lavori più completi sulla nomenclatura astronomica ed è spesso consultata come una risorsa riguardo ai nomi delle stelle da amatori e astronomi non professionisti.